# Vụ tai nạn tàu E1 tại Lăng Cô 2005
Vụ tai nạn tàu E1 tại Lăng Cô 2005 là một vụ tai nạn giao thông đường sắt xảy ra vào 11 giờ 49 phút (UTC+07:00) ngày 12 tháng 3 năm 2005 tại địa phận thị trấn Lăng Cô, huyện Phú Lộc, tỉnh Thừa Thiên Huế. Chuyến tàu E1 do đầu máy D19E-909 kéo khởi hành từ Hà Nội đến Thành phố Hồ Chí Minh, khi qua đoạn cong Đá Bàn thì bị đứt móc nối làm các toa văng ra khỏi đường sắt. Vụ tai nạn khiến 11 người thiệt mạng và hàng chục người bị thương. Ngành đường sắt Việt Nam chịu thiệt hại 6,2 tỉ đồng.
Dưới sự giúp đỡ của lực lượng công an, quân đội cùng người dân địa phương, công tác cứu hộ được tiến hành ngay sau vụ tai nạn. Bộ trưởng Bộ Giao thông Vận tải Đào Đình Bình đã gửi thư thăm hỏi đến những người bị thương và thân nhân những người tử vong. Nhiều tổ chức trong nước cũng đã quyên tiền cứu trợ người bị nạn. Hai công ty bảo hiểm Bảo Việt và PJICO đảm nhận thủ tục bồi thường cho các nạn nhân.
Nguyên nhân của vụ tai nạn được cho là chạy quá tốc độ quy định, bất chấp còn nhiều tranh cãi xoay quanh nguồn gốc, chất lượng của chiếc móc nối hai toa tàu số 7, số 8 cũng như việc rút ngắn hành trình tàu xuống còn 29 giờ của ngành đường sắt. Cuộc điều tra kết thúc với hai cá nhân bị xử lý hình sự, hai cá nhân chịu trách nhiệm hành chính, nhiều người chịu trách nhiệm liên đới bị kỷ luật và cách chức. Vụ việc này, cộng hưởng với những sai phạm từ vụ PMU 18 đã buộc Bộ trưởng Đào Đình Bình phải từ chức. Sau vụ tai nạn, ngành đường sắt Việt Nam có một số sáng kiến, giải pháp mới hòng ngăn ngừa những sự việc tương tự xảy ra.

## Bối cảnh

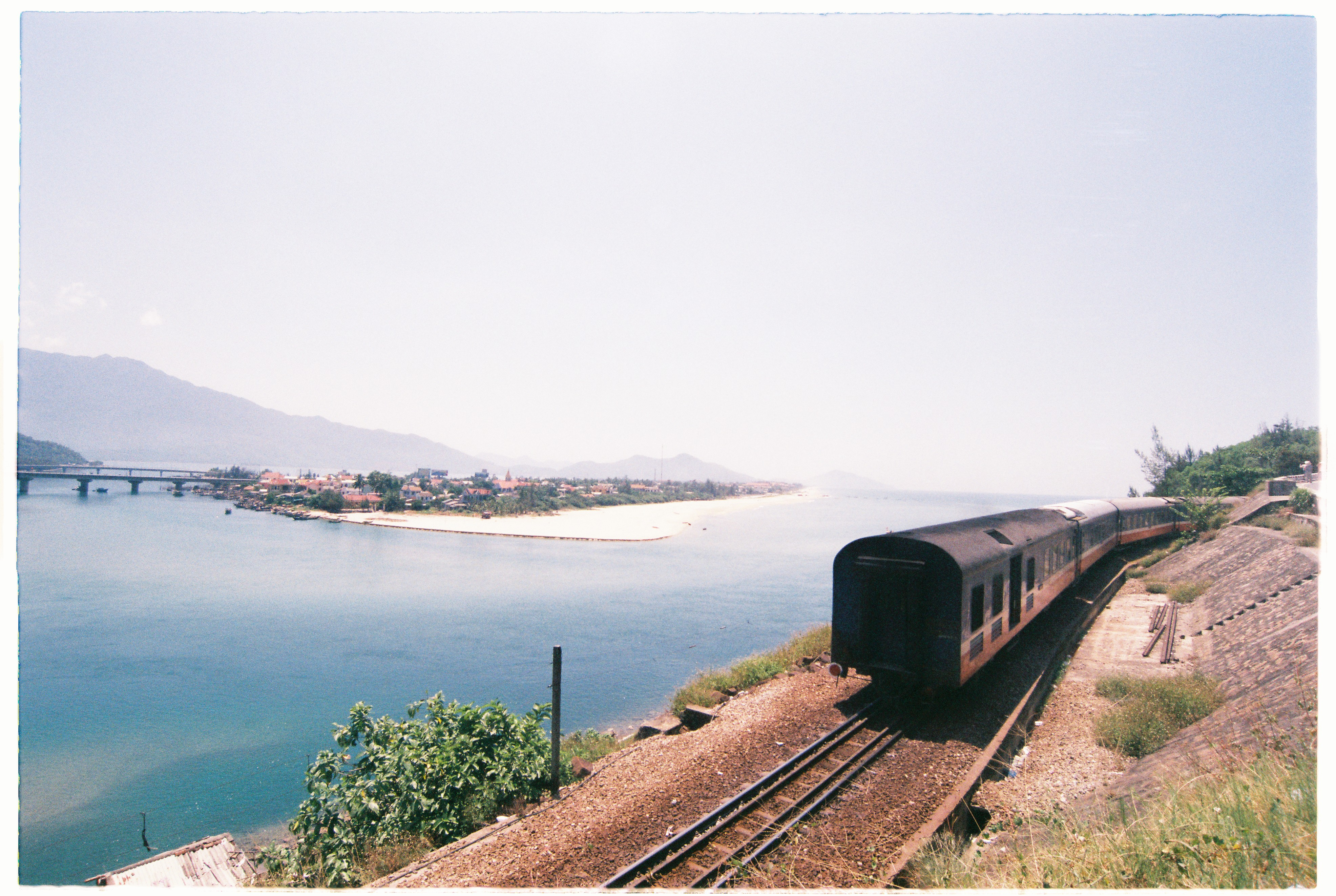
Đường sắt Việt Nam đoạn qua Lăng Cô, Phú Lộc, Thừa Thiên Huế

Từ năm 2000, ngành đường sắt Việt Nam đặt mục tiêu giảm thời gian chạy tàu trên tuyến đường sắt Bắc Nam xuống còn 24 giờ vào năm 2008. Theo đó, họ đề xuất cứ mỗi hai năm sẽ rút ngắn một lần, mỗi lần giảm 120 phút. Năm 2002, ngành đường sắt Việt Nam đưa vào vận hành đôi tàu E1 và E2 trên tuyến Đường sắt Bắc Nam với thời gian 30 giờ, dự kiến giảm xuống còn 28 giờ vào tháng 9 năm 2004. Tuy nhiên, kế hoạch này sau đó bị trì hoãn vì nhiều nguyên nhân. Đến ngày 1 tháng 12 năm 2004, ngành đường sắt đưa vào hoạt động chính thức đôi tàu SE1 và SE2, với thời gian 29 giờ. Như vậy, tính từ năm 1976, đoàn tàu Thống Nhất đã rút ngắn 9 lần, và giảm thời gian đi gần một nửa so với thời gian ban đầu là 58 giờ. Ngày 18 tháng 2 năm 2005, Xí nghiệp Đầu máy Hà Nội ban hành công văn số 156, trong đó quy định các biện pháp "gỡ giờ" cho các tàu chạy tuyến Bắc Nam. Theo đó, công văn ban hành chế tài giảm 30% lương trong trường hợp lái tàu vào ga chậm 10 phút.
Tính đến năm 2004, hệ thống đường sắt Việt Nam có tổng chiều dài hơn 3.000 km, với đường sắt khổ 1.000 mm chiếm hơn 84% chiều dài và không có km nào đạt tiêu chuẩn kỹ thuật. Theo Công ty Tư vấn Đầu tư và Xây dựng, Tổng Công ty Đường sắt Việt Nam, mạng lưới đường sắt nước này tuy được phân bố hợp lý theo chiều dài nhưng nhỏ bé về quy mô và lạc hậu, bán kính nhỏ, độ dốc lớn. Mạng lưới đường sắt này được đánh giá là có 187.675 m chiều dài đặc biệt nguy hiểm, tỉ lệ xảy ra tai nạn rất cao. Trong đó riêng tuyến Hà Nội – Thành phố Hồ Chí Minh có 98.638 m chiều dài. Theo thống kê của ngành đường sắt Việt Nam, năm 2001, Việt Nam có 457 vụ tai nạn giao thông đường sắt khiến 172 người chết 344 người bị thương. Con số này vào năm 2002 là hơn 500 vụ, tương ứng với 200 người chết và khoảng 400 người bị tàn phế. Năm 2004, theo số liệu của Cục Cảnh sát Giao thông Đường bộ – Đường sắt trực thuộc Bộ Công an, Việt Nam có 386 vụ tai nạn đường sắt, với 175 người chết, 230 người bị thương.
Lái tàu Bùi Thái Sơn sinh năm 1962 tại Hưng Yên. Giai đoạn 1983–1985, Sơn theo học tại Trường Công nhân Đường sắt, sau đó về đảm nhận công tác lái máy diezel tại Xí nghiệp Đầu máy Hà Nội. Từ năm 2002, ông chuyển sang công tác lái đầu máy diezel Đổi mới 909. Cùng năm, ông bị khiển trách vì "thiếu chú ý gây tai nạn đứt móc đoàn tàu tại ga Việt Trì – Bạch Hạc". Là một lái tàu bậc ba, bậc cao nhất của thợ lái tàu hỏa, Sơn từng lái tàu tuyến đường Hà Nội – Yên Bái trước khi chuyển sang lái tuyến Hà Nội – Thành phố Hồ Chí Minh.

## Vụ tai nạn
Vào lúc 23 giờ ngày 11 tháng 3 năm 2005, tàu E1 mang đầu máy mang số D19E-909 của Xí nghiệp Đầu máy Hà Nội do tài xế Bùi Thái Sơn điều khiển xuất phát từ Hà Nội, kéo đoàn tàu E1 gồm 13 toa, chở 503 hành khách cùng 29 nhân viên dự kiến đến Thành phố Hồ Chí Minh vào lúc 5 giờ ngày 13 tháng 3 năm 2005. Toàn bộ hành khách đều được mua bảo hiểm nhưng các thiết bị trên tàu vẫn chưa được mua bảo hiểm vì giá cao.
Đến 11 giờ 40 phút ngày 12 tháng 3, tàu đến ga Thừa Lưu, tỉnh Thừa Thiên Huế. Sau khi rời ga một đoạn, tàu gặp phải một chiếc xe tải băng qua đường sắt. Khi đến km số 751 + 950,  đoạn giữa hai ga Thừa Lưu và Lăng Cô, qua đoạn cong Đá Bàn thì mối nối toa số 7 và số 8 bị đứt khiến hai toa này văng ra khỏi đường ray và lăn nhiều vòng. Trong khi đó các toa tàu từ số 3 đến số 10 đập vào bờ đá thấp phía Đầm Lập An. Đầu máy của tàu tiếp tục kéo toa ăn uống cùng hai toa số 1 và số 2 thêm 200 m thì dừng lại.

## Hậu quả
Vụ tai nạn khiến 11 người tử vong. Theo Khuất Hữu Tứ, Trưởng Văn phòng đại diện Tổng công ty Đường sắt Việt Nam tại Đà Nẵng, có ít nhất 9 người chết tại chỗ, 2 người chết trên đường đi cấp cứu và hàng trăm người bị thương. Tính đến 18 giờ cùng ngày (giờ địa phương), có 70 nạn nhân được điều trị tại các bệnh viện. Trong đó, có 31 người cấp cứu tại Bệnh viện Đa khoa Đà Nẵng, 27 người nằm ở Bệnh viện Đa khoa Huế, 8 người ở Bệnh viện Giao thông vận tải 5 và 4 người ở Trung tâm Y tế huyện Phú Lộc.
Các đoàn tàu mang số hiệu S3 và S5 chở 1.200 hành khách hướng Bắc – Nam, S8 và S4 chở 920 hành khách theo hướng ngược lại đã bị kẹt tại hai ga Thừa Lưu và Lăng Cô. Có ba trụ thông tin cùng với 500 m đường dây tín hiệu bị ngã đổ. Ngành đường sắt thiệt hại hơn 6,2 tỉ đồng.
| Số thứ tự | Họ tên                | Tuổi    | Địa chỉ / nơi cư trú                                    | Nguồn         |
| --------- | --------------------- | ------- | ------------------------------------------------------- | ------------- |
| 1         | Phạm Văn Lùng         | 71      | phường Hoàng Đông, Duy Tiên, Hà Nam                     | [ 20 ] [ 21 ] |
| 2         | Nguyễn Thị Thu Hà     | 21      | Hàng Thùng, Hà Nội                                      | [ 20 ] [ 21 ] |
| 3         | Nguyễn Thị Hồng       | 28      | 4 Hoà Trung, Hà Nội                                     | [ 20 ] [ 21 ] |
| 4         | Nguyễn Đức Quân       | 31      | 10C Yên Thái, Hà Nội                                    | [ 20 ] [ 21 ] |
| 5         | Vũ Thị Bé             | 77      | xã Minh Lãng, Vũ Thư, Thái Bình                         | [ 20 ] [ 21 ] |
| 6         | Hoàng Thị Thanh Tuyền | 6       | Bà Rịa - Vũng Tàu                                       | [ 20 ] [ 21 ] |
| 7         | Nguyễn Văn Cứ         | 58      | phòng 10B, nhà 19 khu Tập thể Đại Học Bách Khoa Hà Nội. | [ 20 ] [ 21 ] |
| 8         | Thái Hoàng Nguyên     | 50      | Đà Nẵng                                                 | [ 20 ] [ 21 ] |
| 9         | Mai Hải               | 51      | Đà Nẵng                                                 | [ 20 ] [ 21 ] |
| 10        | Nguyễn Thị Ngân Thảo  | 24      | Đà Nẵng                                                 | [ 20 ] [ 21 ] |
| 11        | Tôn Nữ Lan Anh        | chưa rõ | 15/4, Nguyễn Gia Thiều, Huế                             | [ 20 ] [ 21 ] |

## Cứu hộ
Ngay sau vụ tai nạn, Sở Y tế Thừa Thiên Huế đã điều 20 xe cứu thương từ các cơ sở y tế, cùng hơn hai trăm cán bộ, lập ra 20 đội cứu thương tiếp cận hiện trường. Theo lời kể của Thiếu tá Lê Văn Phương, Đồn trưởng 236 Bộ đội Biên phòng, 10 phút sau khi xảy ra tai nạn, do xe cứu hộ không thể đi vào tận nơi nên bộ đội trong đơn vị của anh cùng cư dân trên địa bàn thị trấn Lăng Cô đã dùng canô, thuyền, ghe để đưa những người thiệt mạng, người bị thương vào bờ và đưa đi cấp cứu. Lực lượng cứu hộ từ các bệnh viện và trung tâm cấp cứu của hai tỉnh Thừa Thiên Huế và Đà Nẵng cũng có mặt sau 50 phút để hỗ trợ chuyển người bị thương đi cấp cứu. Lực lượng quân đội, biên phòng, công an cũng có mặt để bảo vệ hiện trường, bảo vệ tài sản của người bị nạn. Khối Doanh nghiệp Đà Nẵng gồm hơn 50 thanh niên hiến cho bệnh viện 36 đơn vị máu. Ngành Quân y Quân khu 5 điều động máy thở ACOMA 1000 cho bệnh viện Đà Nẵng cấp cứu nạn nhân. Bên cạnh đó, Hội Liên hiệp Thanh niên Đà Nẵng cùng sinh viên trường Đại học Duy Tân cũng tổ chức hiến máu. Một số chuyên gia từ Bệnh viện Việt Đức được cử vào Đà Nẵng để hỗ trợ công tác cứu thương. Trong khi đó, các thành viên trong Ban chỉ huy Phòng chống thảm họa và Tìm kiếm cứu nạn Bộ Y tế cũng lên đường vào Thừa Thiên Huế ứng cứu. Thứ trưởng Bộ Y tế Trần Chí Liêm khẳng định các nạn nhân sẽ được chữa miễn phí.
Theo Bùi Tấn Phương – Tổng Giám đốc Công ty Vận tải hàng hóa Hà Nội, người được giao nhiệm vụ chỉ huy lực lượng cứu hộ, việc giải phóng đường sắt được tiến hành một giờ sau vụ tai nạn. Lực lượng giải phóng đường gồm 150 công nhân, với sự giúp sức của hai cẩu chuyên dụng từ Đồng Hới và Đà Nẵng. Xí nghiệp thông tin tín hiệu đường sắt Đà Nẵng cử 10 công nhân dựng lều dã chiến tại hiện trường phục vụ công tác thông tin cứu hộ.  Tối cùng ngày, Xí nghiệp đầu máy toa xe Đà Nẵng phối hợp với các đơn vị chức năng tiến hành di dời những toa tàu bị nạn chuyển vào ga Lăng Cô nhằm giải phóng hiện trường. Đến 13 giờ ngày 13 tháng 3 năm 2005, hai toa tàu cuối cùng được đưa ra khỏi đường ray. Hơn một giờ sau, chuyến tàu E2 từ Thành phố Hồ Chí Minh đi Hà Nội được phép đi qua khu vực với vận tốc 15 km/h.
Trong hai ngày 12 tháng 3 và 13 tháng 3 năm 2005, Ga Hà Nội miễn phí vé tàu cho 20 thân nhân người gặp nạn trên chuyến tàu E1 vào Thừa Thiên Huế. Chiều ngày 13 tháng 3 năm 2005, Thứ trưởng Bộ Giao thông Vận tải Ngô Thịnh Đức, Thứ trưởng Bộ Giáo dục và Đào tạo Phạm Vũ Luận, Chủ tịch Công đoàn ngành Giáo dục và Đào tạo Lê Hồng Sơn, Tổng Giám đốc Tổng Công ty Đường sắt Việt Nam Nguyễn Hữu Bằng và Cục trưởng Cục Đường sắt Việt Nam Vũ Xuân Hồng đã đến thăm và trao tiền cho các bệnh nhân bị thương ở Bệnh viện Đà Nẵng và thân nhân các thầy cô giáo gặp nạn, cùng ngày là đoàn của Chủ tịch Ủy ban nhân dân Thành phố Đà Nẵng Hoàng Tuấn Anh và lãnh đạo hai sở Y tế và Giáo dục. Tập đoàn bảo hiểm PJICO và Bảo Việt nhận mức trách nhiệm bảo hiểm tối đa cho mỗi hành khách bị thương và tử vong là 30 triệu đồng/người. Trong đó, Bảo Việt chịu trách nhiệm với hành khách từ ga Hà Nội đến ga Đồng Hới và từ ga Diêu Trì đến ga Sài Gòn; quãng giữa từ ga Đồng Hới tới ga Diêu Trì sẽ do phía PJICO đảm trách.
| Tố chức                           | Nạn nhân | Nạn nhân  | Ghi chú                                  | Nguồn                |
| Tố chức                           | Tử vong  | Bị thương | Ghi chú                                  | Nguồn                |
| --------------------------------- | -------- | --------- | ---------------------------------------- | -------------------- |
| Bộ Giao thông Vận tải             | 1        | 0,5       | Trao cho từng bệnh nhân ở Huế và Đà Nẵng | [ 23 ] [ 31 ] [ 33 ] |
| Tổng công ty Đường sắt Việt Nam   | 3        | 1         | Trao cho từng bệnh nhân ở Đà Nẵng        | [ 33 ]               |
| Bộ Giáo dục và Đào tạo            | 5        | 1         | Trao cho từng bệnh nhân ở Đà Nẵng        | [ 31 ] [ 33 ]        |
| Ủy ban nhân dân Thành phố Đà Nẵng | 2        | 1         | Trao cho từng bệnh nhân ở Đà Nẵng        | [ 23 ] [ 33 ]        |
| Công ty Xe khách Hà Nội           | 3        | 1,5       | Trao cho từng bệnh nhân ở Huế và Đà Nẵng | [ 37 ]               |

## Nguyên nhân